# Schultzsches Institut

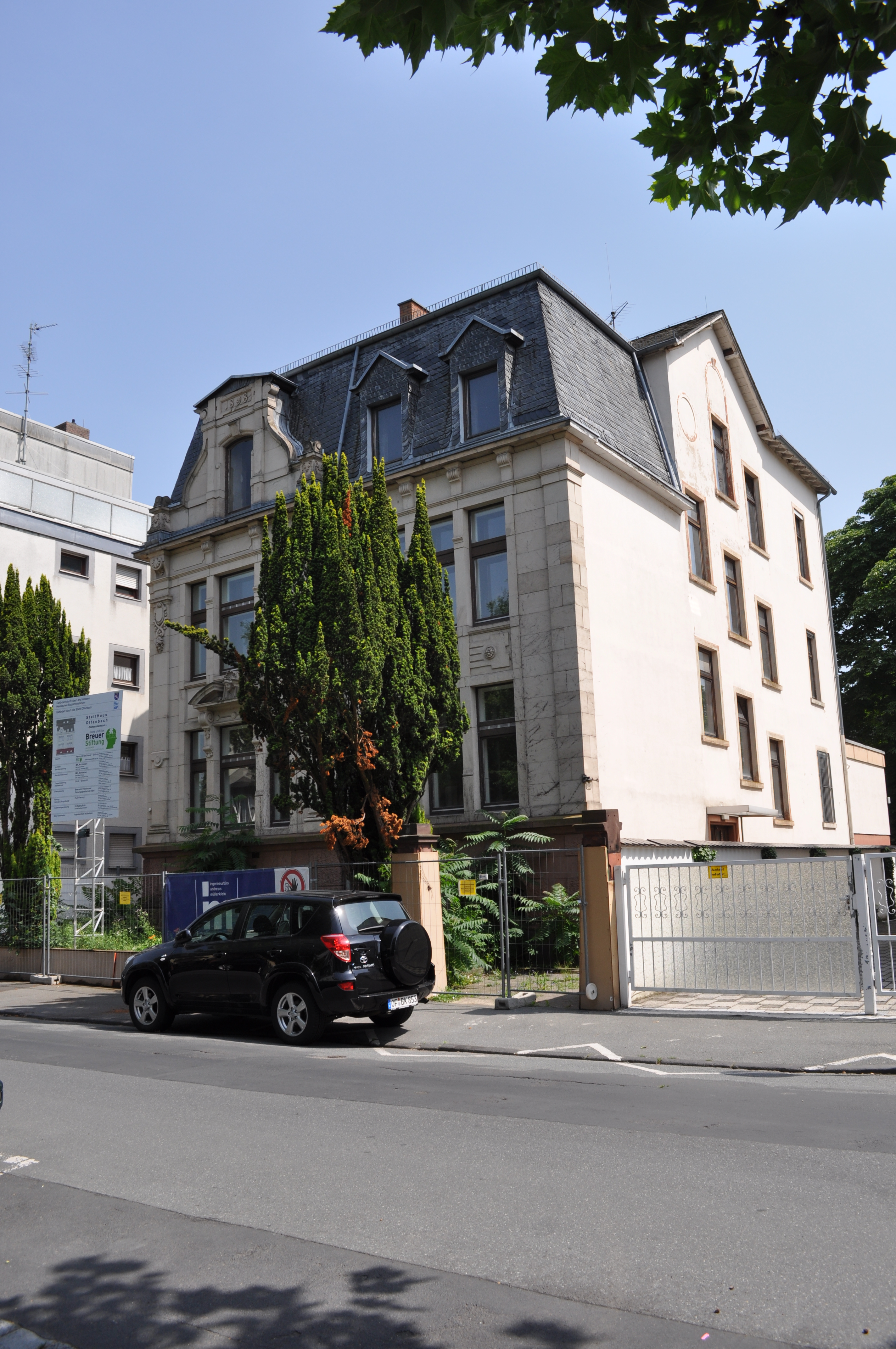
Schultzsches Institut

Das frühere Schultzsche Institut ist ein Kulturdenkmal in Offenbach am Main. Das Gebäude in der Geleitstraße 94 erhielt den Offenbacher Denkmalschutzpreis 2015.
Im Jahr 1898 erbaute das Bauunternehmen Gebrüder Beck das Gebäude als private Mädchenschule. Die Schule wurde unter dem Namen Schultzsche Institut betrieben.
Es handelt sich um eine freistehende zweigeschossige Villa mit hohem, schiefergedecktem Mansarddach. Die neobarocke Werksteinfassade weist eine reiche Gliederung auf. Linksseitig befindet sich ein auffälliger Risalit mit Säulen in Kolossalordnung und dreiteiligen Fenstern, in der Beletage mit gesprengtem Giebel. Oberhalb des Risalits befindet sich ein geschwungener Frontgiebel, in dessen Mitte das Baujahr "1898" steht. Im Brüstungsbereich befinden sich schlichte rechteckige Fenstergewände mit Verzierungen.
Seit 1971 wurde das Gebäude als städtische Kindertagesstätte und Erziehungsberatungsstelle genutzt. Aus dieser Zeit stammte ein nicht denkmalgerechter Anbau. Seit 1999 stand das Objekt leer. 2011 wurde es von der Hans und Ilse Breuer-Stiftung erworben und ab 2013 denkmalgerecht für 3,6 Millionen Euro saniert. Der Anbau wurde abgerissen, das Dach mit Naturschiefer neu gedeckt. Die Fenster wurden durch denkmalgerechte Holzfenster ersetzt. Im Inneren ist das Treppenhaus aus der Bauzeit erhalten. Erhalten ist auch die ursprüngliche Einfriedung mit skulptierten Sandsteinpfosten und Staketenzaun.
Seit 2015 wird das Objekt als Demenzzentrum genutzt und bietet neun Menschen in ambulant betreuten Wohn-Pflegegruppen platz.